# Wellington Botanic Garden Waterfall
Der Wellington Botanic Garden Waterfall ist ein Wasserfall in Wellington, der Hauptstadt Neuseelands. Er liegt im botanischen Garten im Stadtteil Kelburn westlich des Stadtzentrums. Seine Fallhöhe beträgt rund 5 Meter.
Der Wasserfall ist innerhalb weniger Minuten vom Besucherparkplatz am City to Sea Walkway im Nordosten der Gartenanlage zu Fuß zu erreichen.